# Attila Kalman

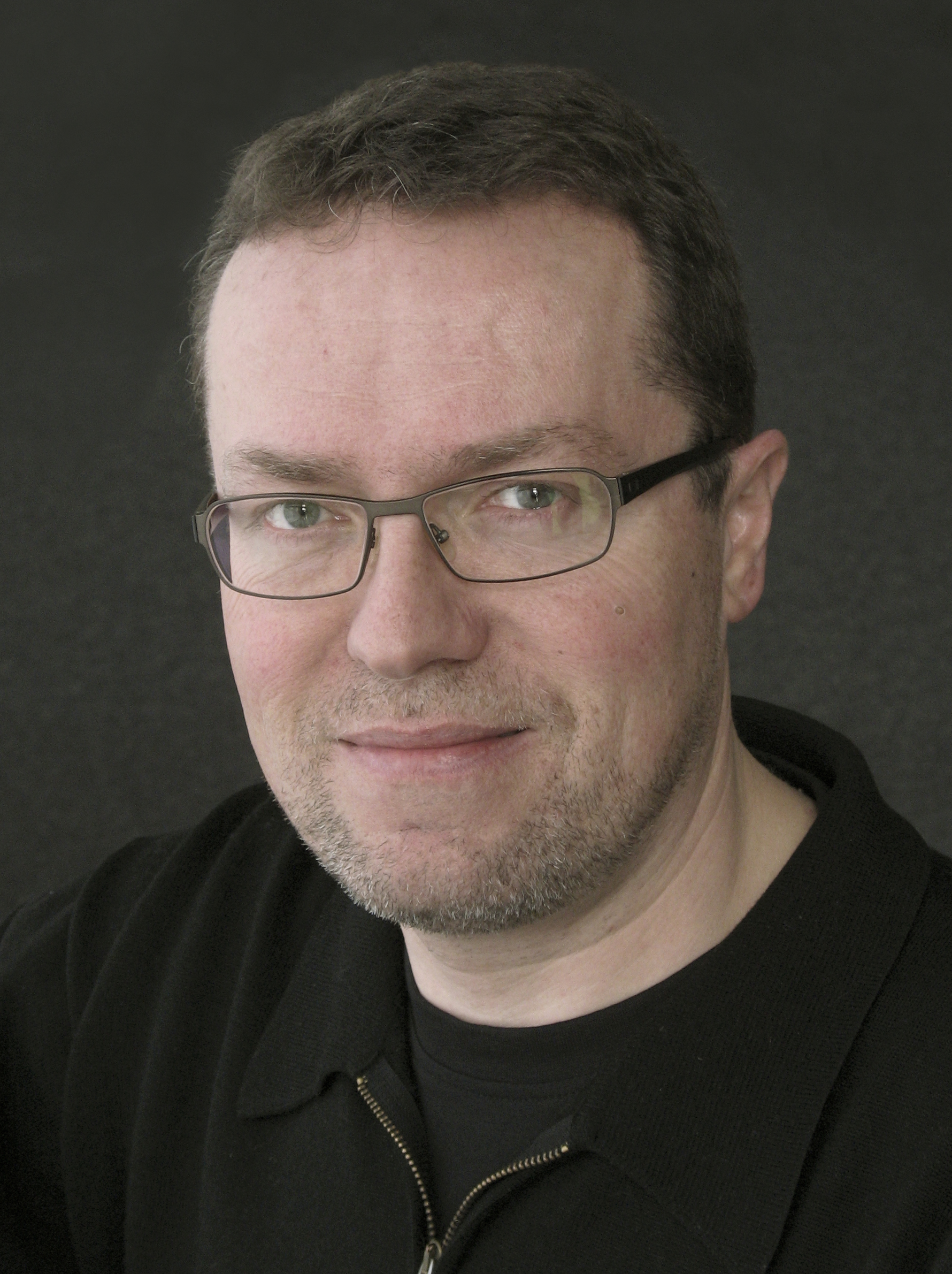
Attila Kalman im Jahr 2012

Attila Kalman (* 27. Januar 1968 in Budapest, eigentliche Schreibweise: Attila Kálmán) ist ein ungarischer Organist, Pianist, Bezirkskantor, Dirigent und Kirchenmusikdirektor in Leonberg.

## Werdegang
Von 1982 bis 1986 erfolgte Kalmans Musikstudium am Budapester Bartók-Konservatorium. Orgel studierte er dort bei Endre Virágh. 1986 nahm er ein Kirchenmusikstudium an der Staatlichen Hochschule für Musik und Darstellende Kunst Musikhochschule in Stuttgart bei  Ludger Lohmann (Orgel), Fernande Kaeser (Klavier), Professor Dieter Kurz (Chorleitung), Hans Martin Corrinth (Improvisation) und Helmut Wolf (Orchesterdirigieren) auf. 1991 erfolgte das Kirchenmusik-B-Diplom, 1993 das Kirchenmusik-A-Examen. 2001 belegte er einen Orgel-Meisterkurs bei Frédéric Blanc in Paris.
Von Dezember 1993 bis September 2001 war Kalman hauptamtlicher Kirchenmusiker der Volksmission in Stuttgart-Zuffenhausen, zugleich der Musikbeauftragte des Gesamtwerkes. Vom Oktober 2001 bis September 2002 hat er ein einjähriges kirchenmusikalisches Praktikum in der Evangelischen Landeskirche Württemberg im Bezirkskantorat Brackenheim absolviert. Ab 2003 war Kalman Kantor der Evangelischen Gesamtkirchengemeinde Stuttgart-Möhringen an der Martinskirche. Seit Januar 2006 ist er Kantor und Organist der Leonberger Stadtkirche sowie Bezirkskantor des Evangelischen Kirchenbezirkes Leonberg. Er leitet die Johanneskantorei, daneben auch die Kinderchöre, den Popchor und den Kammermusikkreis. Gleichzeitig ist er Ausbildungsleiter der Organisten- und Chorleitungskurse für die nebenamtlichen Kirchenmusiker des Kirchenbezirks. Er ist Mitglied im Verbandsrat des Verbandes Evangelische Kirchenmusik in Württemberg und dessen stellvertretender Vorsitzender, außerdem ist er Dirigent der Chorvereinigung Altingen und Gastdozent an der Internationalen Hochschule Liebenzell der Liebenzeller Mission und leitet dort den Studentenchor klangcoerper.

## Künstlerische Tätigkeit
Seit 1986 ist Kalman Organist der Ungarischen Evangelischen Gemeinde in Stuttgart. Er spielt regelmäßig Orgel- und Klavierkonzerte im In- und Ausland (Deutschland, Ungarn, Rumänien, Frankreich, Italien, Schweiz), auch Fernsehaufzeichnungen erfolgten. Auftritte mit verschiedenen Ensembles als Organist, Cembalist, Pianist, Kontrabassist oder Dirigent (Ludwigsburger Schlossfestspiele, Musik der Jahrhunderte – Stuttgart, Domchor St. Eberhard, Stuttgart, Konzertvereinigung der Stuttgarter Choristen usw.). Er ist Gründungsmitglied im Tintoretto-Vocalensemble Stuttgart und singt dort Bass. Kalman gibt regelmäßig Konzerte im In- und Ausland.
Kalman ist auch in der deutschsprachigen christlichen Popmusikszene aktiv und unterrichtet als Dozent bei Seminaren für Chorleiter, er ist Arrangeur, Komponist, Referent und Chordirektor bei Sommerfestivals. Es liegen mehrere CD-Veröffentlichungen von Kalman als Arrangeur und Keyboarder vor. Er ist Pianist in Konzerten von Christoph Zehendner, Clemens Bittlinger und Gerhard Schnitter, regelmäßige Konzerte gibt er auch als Dirigent zusammen mit Beate Ling, Johannes Nitsch, Helmut Jost, u. a.
2020 wurde ihm durch Landesbischof Frank Otfried July von der Evangelischen Landeskirche Württemberg der Titel eines Kirchenmusikdirektors verliehen.

## Privates
Attila Kalman ist seit 1994 mit Evelyn verheiratet. Das Paar hat zwei Kinder und wohnt in Ditzingen.

## Einspielungen und Veröffentlichungen

### Einspielungen
- Geistliche Madrigale und Gospels mit dem Tintoretto-Ensemble, Werke von Heinrich Schütz (SWV 371-373), Johann Hermann Schein, mit Barbara Flechenhar (Sopran), Petra Botsch (Sopran), Simone Woll (Alt), Otmar Wiedenmann-Montgomery (Tenor), Attila Kalman (Bass und Arrangements), Tritonus 2000.
- Weil Jesus bald Geburtstag hat. Einspielung: Attila Kalman. Doppel-CD, Hänssler Verlag 2003. Nr. 99.919.
- O Du fröhliche. Arrangements und Einspielungen: Attila Kalman. CD, Hänssler Verlag 2004. Nr. 99.933.
- Paul Gerhardt persönlich. Liedtexte gelesen von Phlipp Schepmann. Choralmelodien gespielt von Attila Kalman. CD, Hänssler Verlag 2006, Nr. 99.975.
- Die Walcker-Orgel zu Saverne im Elsass. Orgelwerke der Spätromantik, Werke von Joseph Rheinberger, Johannes Brahms, Max Reger, Franz Liszt, Max Gulbins, Heinrich Lang, Sigfrid Karg-Elert, Einspielung (2009): Attila Kalman. CD.
- Orgelzeit mit Attila Kalman an der Hauptorgel der Leonberger Stadtkirche (2010). DVD mit Orgelwerken und Improvisationen.

### Lieder
- Unser Fundament, Lied für die ChurchNight 2007, Siegen 2007, Text: Christopher Zehedner

### Publikationen
- Attila Kalman, Artikel: Kirchenbezirk Leonberg, in: Musik in unserer Kirche. Handbuch der Kirchenmusik in der Evangelischen Landeskirche in Württemberg, Strube-Verlag München 2007, ISBN 978-3-89912-102-5, S. 108–110
- Attila Kálmán, Artikel: Musik in Leonberg, im Amtsblatt der Stadt Leonberg Nr. 45 vom 6. November 2008